# Salix geyeriana
Salix geyeriana (лат.) — древесное растение, кустарник, вид рода Ива (Salix) семейства Ивовые (Salicaceae). Произрастает в западной части Северной Америки.

## Таксономия
Типовой экземпляр вида был собран немецким ботаником Карлом Андреасом Гейером, в честь которого вид и был назван.

## Описание

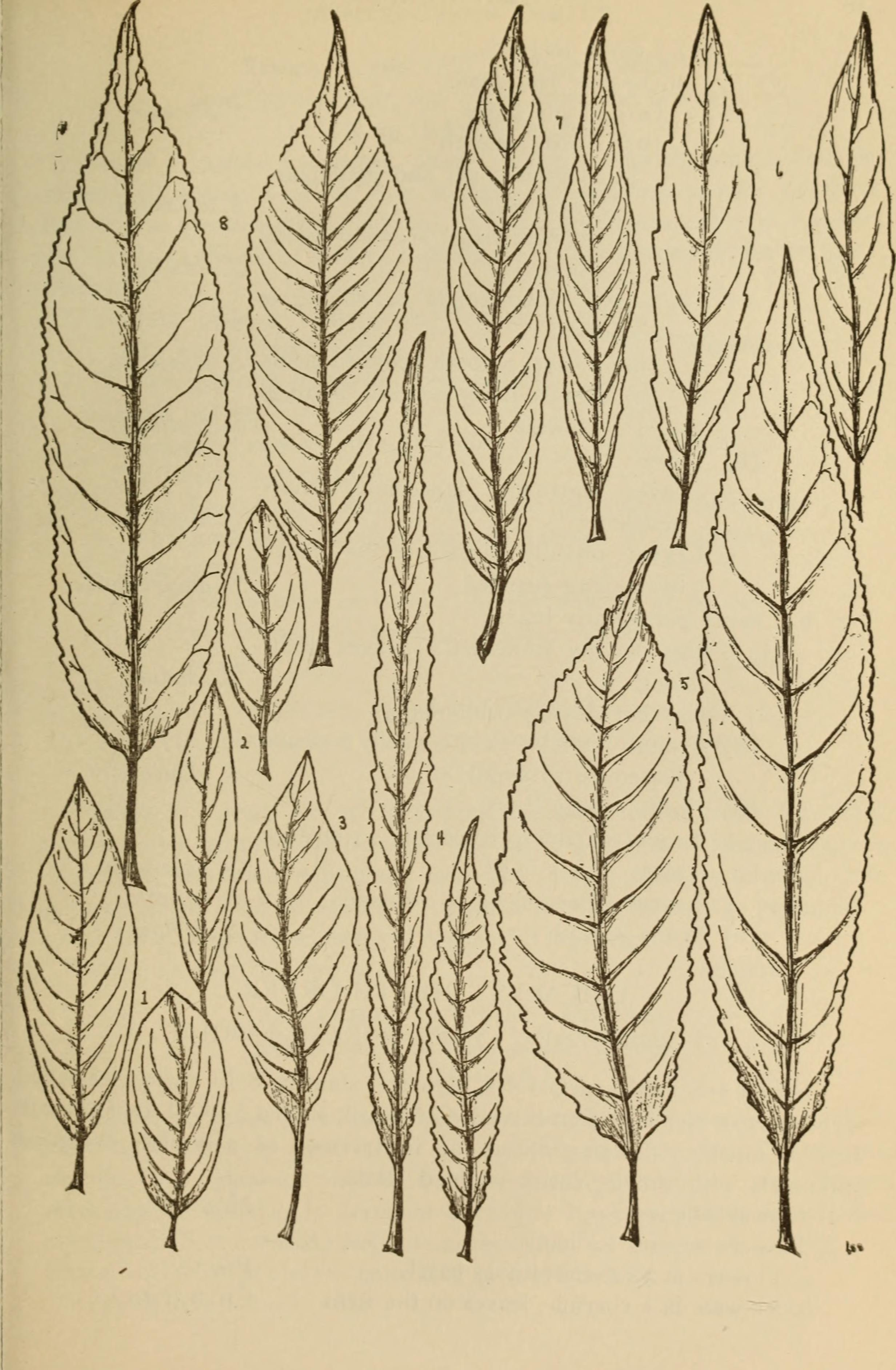
Листья S. geyeriana (Иллюстрация 1920 года)

Salix geyeriana — кустарник, достигающий высоты 5 м, иногда образует густые заросли. Листья узко- или широколанцетные, достигают более 7 см в длину. Молодые листья покрыты белыми или бледными шелковистыми волосками, а некоторые взрослые листья сохраняют свою шелковистую текстуру. Листья обычно лишены прилистников или имеют только рудиментарные прилистники. Соцветие — шаровидная или слегка удлиненная серёжка, обычно не более 2 см в длину. Вид может размножаться семенами и вегетативно прорастанием из стебля или частей стебля, которые легко укореняются при закапывании во влажный субстрат. Его заметные жёлтые цветы начинают цвести уже в марте и цветут до конца июня.

## Ареал и местообитание
Эта ива произрастает в западной части Северной Америки. Вид распространён в западной Канаде в южной Британской Колумбии и западных США в Вашингтоне; центральном Айдахо, западной Монтану и Вайоминге, восточном Орегоне, Неваде, северной Юту и до южного и западного Колорадо; через центральную Калифорнию; восточную и центральную Аризону; и западную часть Нью-Мексико. Встречается в нагорье Большого Бассейна, в Каскадных горах, Скалистых горах, северной и южной Высокой Сьерре-Неваде и на хребте Сан-Бернардино. Особенно высокая плотность вида обнаружена на плато Керн. Распространение растения зависит от процветания в незасушливых регионах.
Растёт во влажных и мокрых местах обитания, таких как берега озёр, рек и болота.

## Гибридизация
Salix geyeriana отличается от родственных видов ивы отсутствием прилистников и небольшими короткими серёжками. Вид легко скрещивается со многими другими ивами в дикой природе и дочерние гибридные растения отличаются по морфологии.
Наиболее распространенным естественным гибридом является S. geyeriana × S. lemmonii, который встречается в Британской Колумбии (в окрестностях Виктории), Орегона (в округах Джефферсон и Лейн) и Калифорнии (в округах Лассен и Сьерра).
Гибриды S. geyeriana × S. bebbiana известны в Монтане (собраны в округе Биверхед); гибриды с S. pedicellaris известны из Вашингтона; а гибриды с S. irrorata и S. ligulifolia известны из Аризоны.

## Экология
В дикой природе растительность S. geyeriana может поедаться лосями и вапити во все сезоны, но незаменима зимой. Тетеревиные, утки (Anatidae) и другие более мелкие птицы, а также мелкие млекопитающие регулярно потребляют почки, серёжки, побеги и листья S. geyeriana. Это один из многих видов ив, используемых при строительстве бобровых плотин для североамериканских бобров.

## Галерея

Salix geyeriana
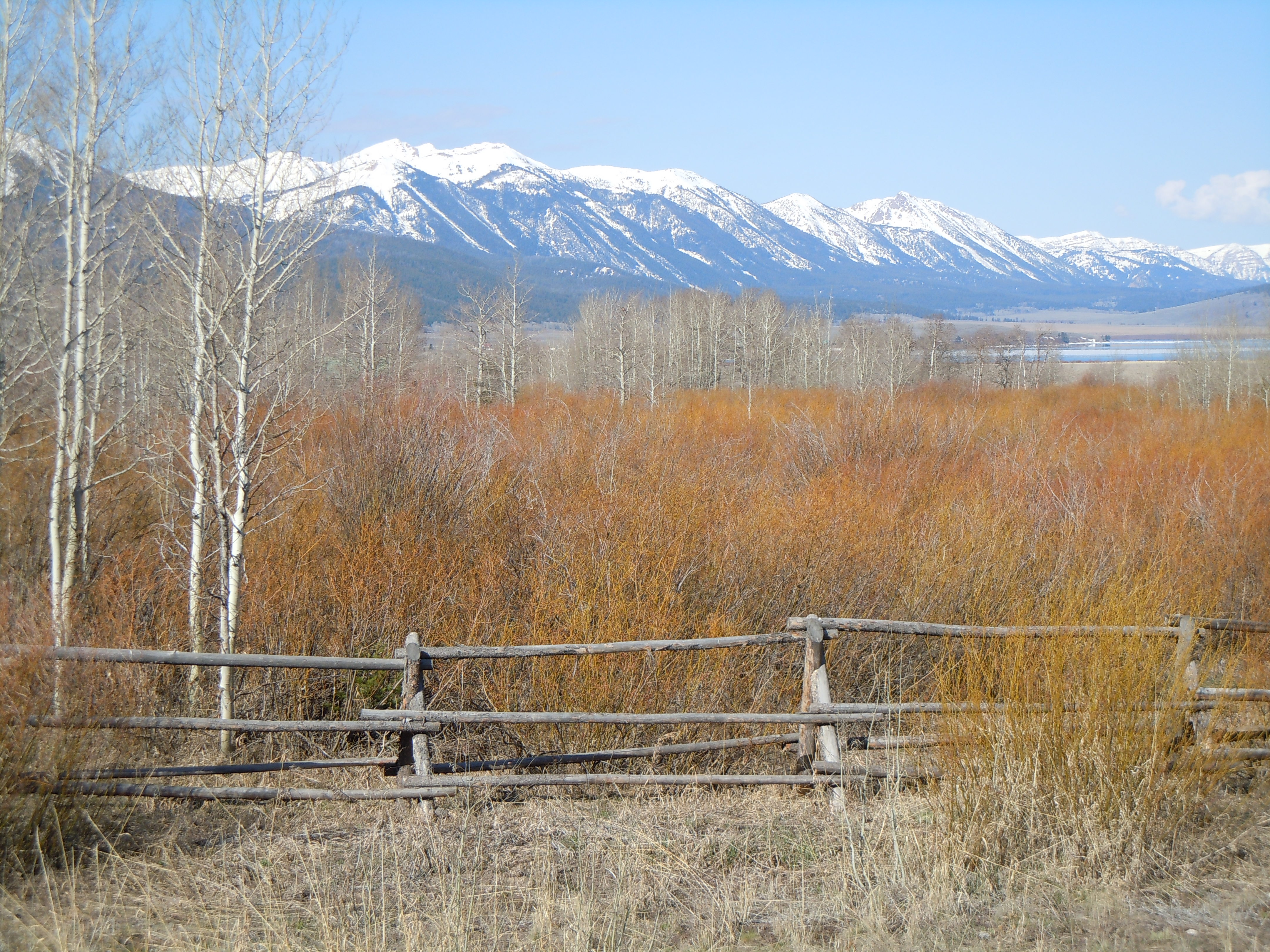
Заросли тополя и ив (Монтана, США)
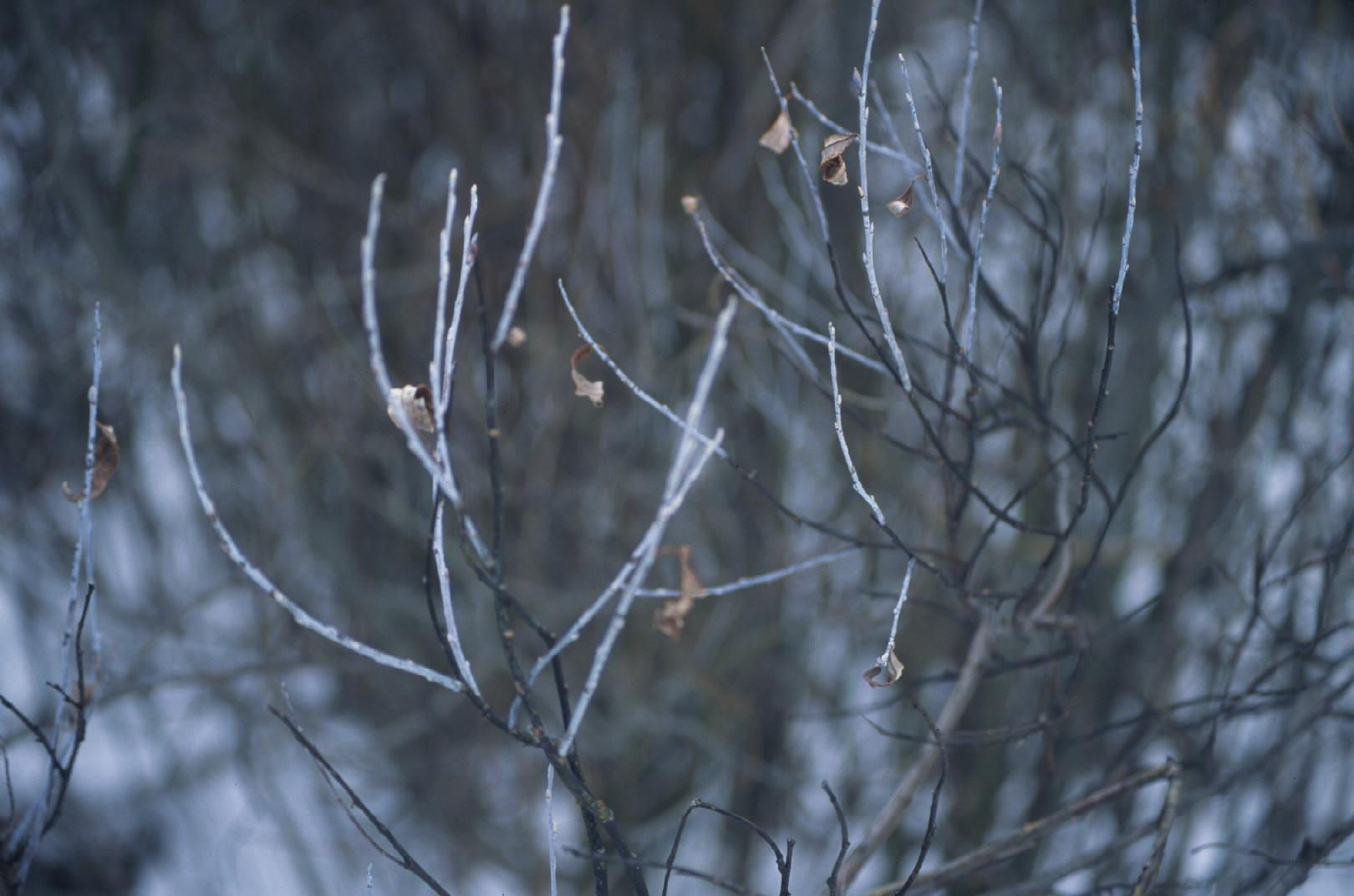
Зимой
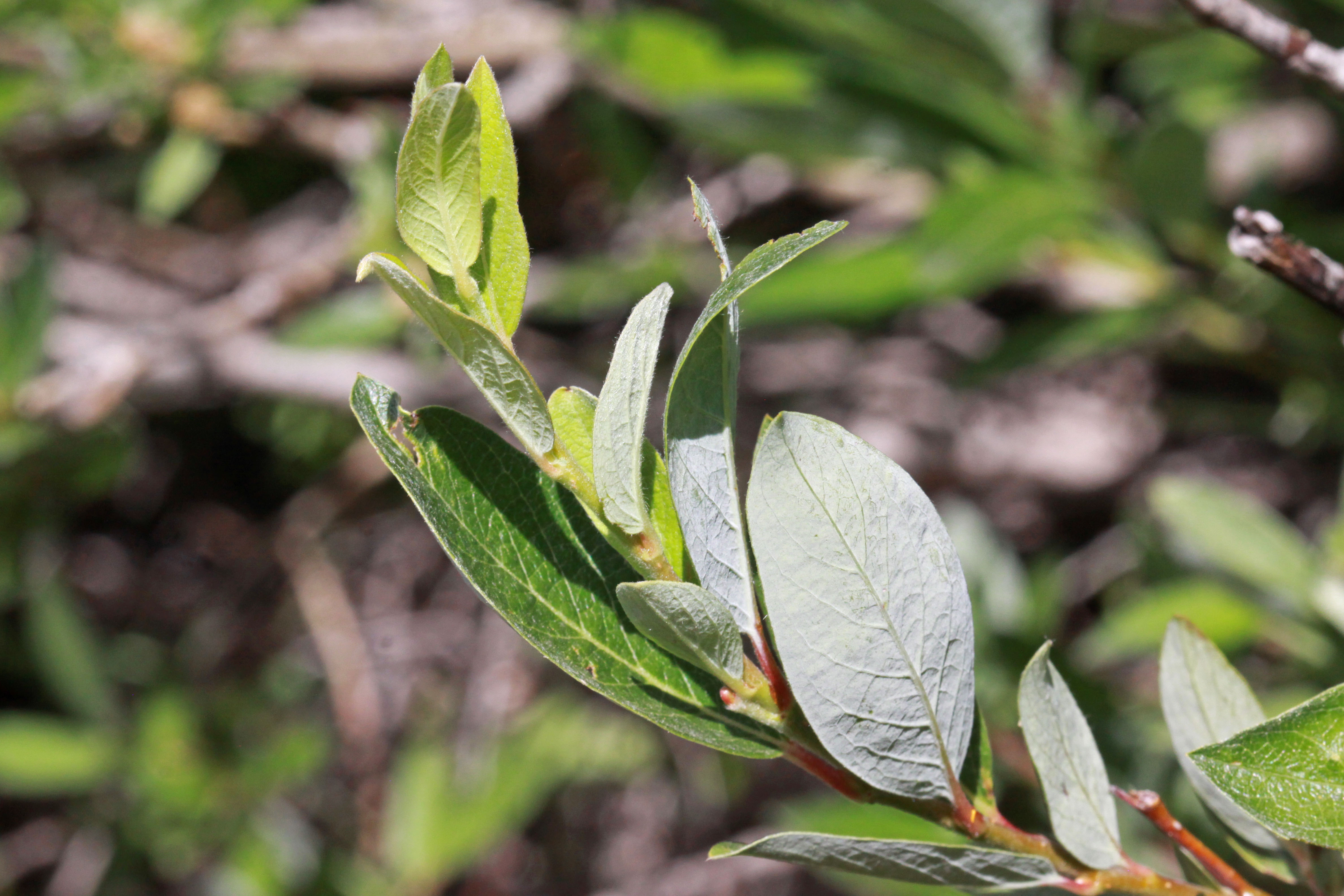
Листва
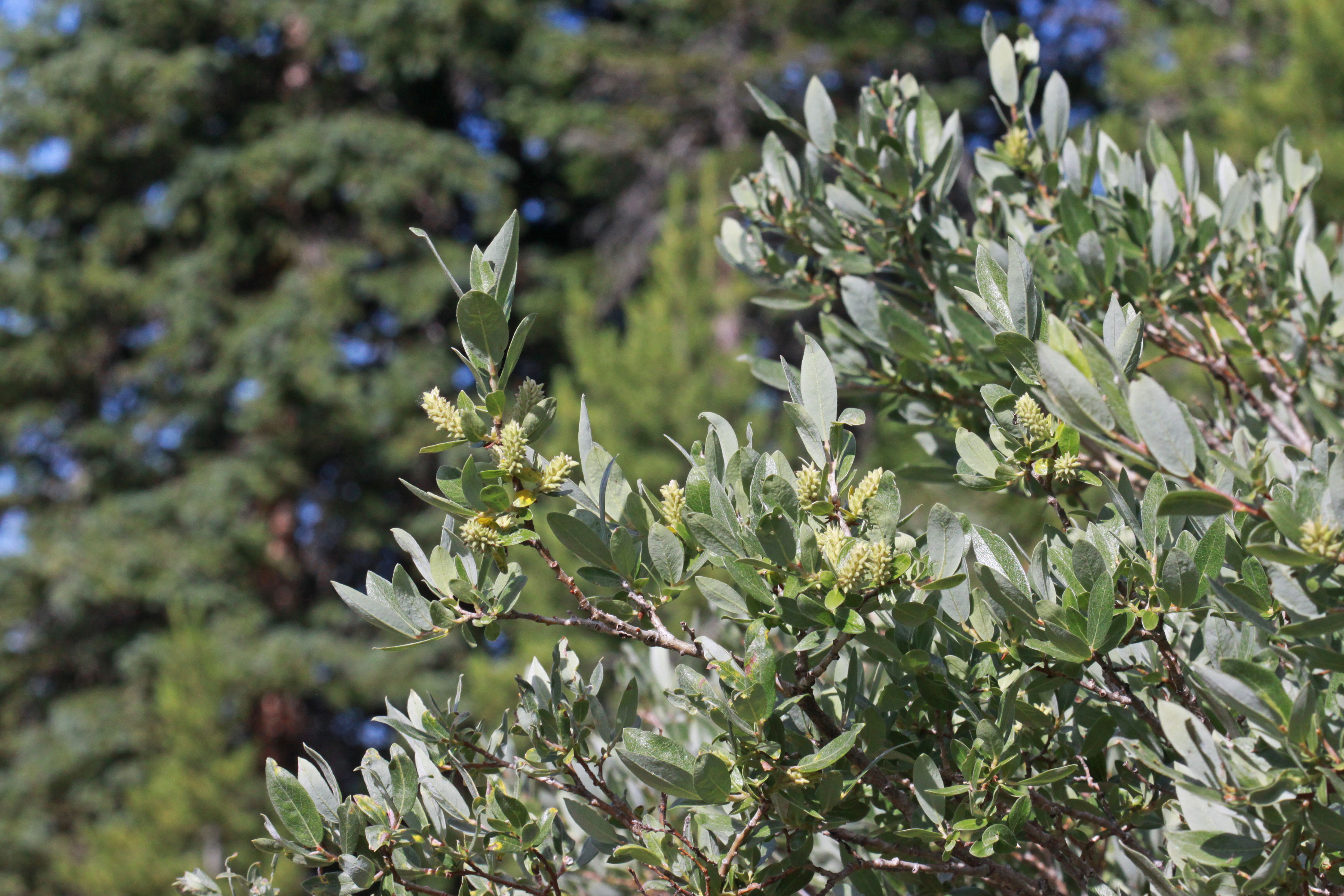
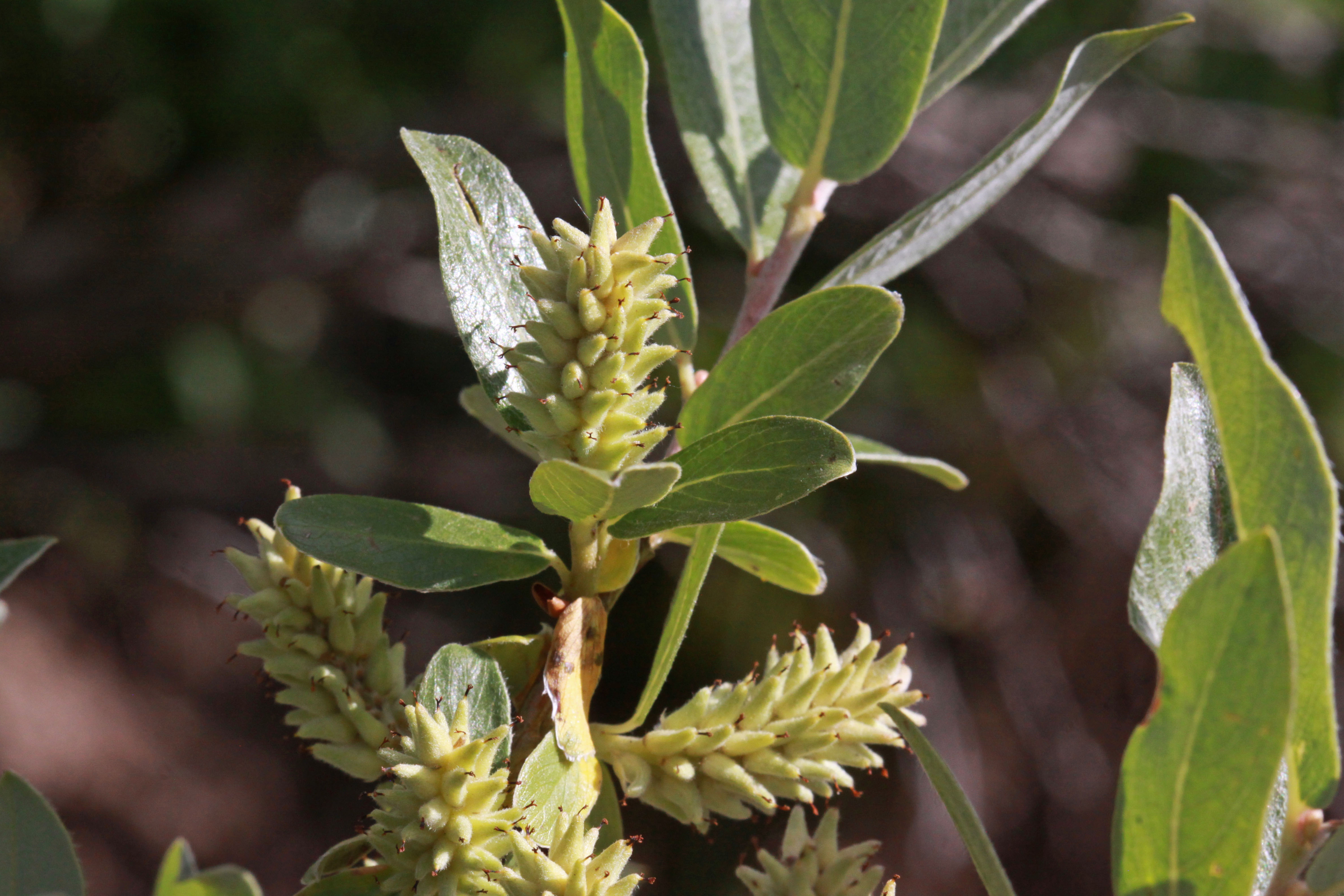
Плоды